# Laganadi
Laganadi est une commune italienne de la province de Reggio de Calabre, dans la région Calabre.

## Administration
| Période                                  | Période  | Identité        | Étiquette    | Qualité |
| ---------------------------------------- | -------- | --------------- | ------------ | ------- |
| 2007                                     | En cours | Michele Spadaro | Lista Civica |         |
| Les données manquantes sont à compléter. |          |                 |              |         |

### Communes limitrophes
Calanna, San Roberto, Sant'Alessio in Aspromonte, Santo Stefano in Aspromonte.